# Pseudonychocamptus marinovi
Pseudonychocamptus marinovi is een eenoogkreeftjessoort uit de familie van de Laophontidae. De wetenschappelijke naam van de soort is voor het eerst geldig gepubliceerd in 1980 door Apostolov & Petkovski.